# Ann Hould-Ward
Ann Hould-Ward (Glasgow, 8 aprile 1954) è una costumista statunitense, principalmente per il teatro e la danza.
A febbraio 2011 aveva disegnato i costumi per 19 produzioni di Broadway, vincendo il Tony Award nel 1994 per La bella e la bestia.

## Biografia
Ann Hould-Ward ha frequentato il Mills College (BA), l'Università della Virginia (MFA), e l'Art Students League. Dopo aver scritto a Patricia Zipprodt chiedendole un lavoro, fu presentata da lei a Rouben Ter-Arutunian, divennendo la sua assistente. In seguito è stata anche l'assistente di Zipprodt.

## Carriera
I suoi primi costumi a Broadway furono realizzati per il musical Sunday in the Park with George (1984), in collaborazione con Patricia Zipprodt, per il quale ricevettero una nomination congiunta al Tony Award. Disegnò i costumi per il musical di Broadway A Catered Affair (2008), per il quale ricevette nel 2008 la nomination al Drama Desk Award come Outstanding Costume Design. I suoi costumi per La bella e la bestia (tour) erano chiamati "succulenti, dall'abito contadino nelle prime scene all'elegante abbigliamento formale nel finale e ai costumi decorati dei candelabri semi-umani, degli orologi e delle teiere che condividono l'incantesimo della Bestia". Nel recensire il Road Show di Stephen Sondheim, il giornalista di theatermania.com ha osservato: "Tuttavia, i membri dell'ensemble sembrano decisamente intelligenti con gli abiti che Ann Hould-Ward ha progettato per evocare i progetti che Addison ha creato per le sue favolose case a Palm Beach". I suoi costumi per il revival della compagnia di Sondheim sono stati definiti "costumi scuri ed eleganti" dal recensore di USA Today.
Ha disegnato costumi per molte compagnie teatrali regionali. Al La Jolla Playhouse (California) ha disegnato i costumi per Going To St. Ives nel 2000. I suoi costumi per Red, Hot e Blue sono stati utilizzati nelle produzioni alla Goodspeed Opera House, East Haddam, Connecticut nel 2000 e al Paper Mill Playhouse, Millburn, New Jersey nel 2001. Secondo John Kenrick i suoi "costumi hanno tutte le note giuste".. Il suo lavoro al The Old Globe Theatre, San Diego, California, include The Countess nel 2001 Ha disegnato costumi per diverse produzioni all'Arena Stage, Washington, DC, tra cui Three Sisters (1984), Merrily We Roll Along (1990) Sondheim e Let Me Down Easy (2010).
Tra i suoi lavori off-Broadway: a Playwrights Horizons Lobster Alice (2000), al Public Theatre Road Show (2008) e al Second Stage Theatre Let Me Down Easy, di Anna Deavere Smith (2009). Si disse che i suoi costumi per la messa in scena all'aperto del teatro pubblico Shakespeare in the Park di Sogno di una notte di mezza estate nel 2007 fossero "splendidi costumi vittoriani concepiti con audacia. Enos, nel suo vestito bianco e rosa vivace, sembra abbastanza deliziosa, che potrebbe facilmente passare per una torta nuziale.". Ha disegnato i costumi per il tour nazionale statunitense di Dr. Dolittle (2005); Hould-Ward ha affermato che "ha tratto ispirazione dalla bocca del cavallo, per così dire; ha trovato copie originali dei libri di Hugh Lofting che sono state semplicemente illustrate dall'autore stesso".
Hould-Ward ha disegnato costumi per la danza e il balletto, tra cui il Ballet Hispánico, The White Oak Project di Lar Lubovitch e l'American Ballet Theatre. Ha disegnato anche per l'opera: i costumi per la produzione della Los Angeles Opera di Rise and Fall of the City of Mahagonny (2007), con Audra McDonald e Patti LuPone.
Ha disegnato i costumi per Ringling Bros. e Barnum & Bailey Circus nel 2001. La sua carriera ha raggiunto un ottimo livello nel 2014, quando le è stato affidato il compito di ridisegnare l'abito del clown di hamburger preferito d'America, Ronald McDonald. Ha descritto questo come un "momento clou" della sua carriera. La sua ispirata creazione era incentrata su una giacca rossa elegante, un papillon abbinato e pantaloni cargo.

## Lavori

### Teatro (selezione)
- The Grand Manner (2010)[33]
- A Catered Affair (2008) (candidato ai costumi eccezionali al Drama Desk Award nel 2008)
- Road Show (2008)[10]
- Azienda (2006)[11]
- Dance of the Vampires (2002)[34]
- Little Me (1998)[35]
- More to Love (1998)
- Dream (1997)[36]
- Sul lungomare (1995)
- Le commedie di Molière (1995)[37]
- La bella e la bestia (1994) (vincitore del Tony Award 1994 per i migliori costumi)[38]
- Timone d'Atene (1993)
- Nella casa estiva (1993)
- Tre uomini a cavallo (1993)
- Santa Giovanna (1993)
- Falsetti (1992)
- Into the Woods (1987 e 1997, candidato al Tony Award e Drama Desk Award for Costume Design nel 1988)[39]
- Harrigan 'n Hart (1985)[40]
- Sunday in the Park with George (1984, candidato al Tony Award e Drama Desk Award for Costume Design nel 1984)[6]

### Balletto, danza e opera
American Ballet Theatre
- Otello (1997), Meadow (1999), The Pied Piper (2001) e Artemis (2003)[41]

Ballet Hispanico
- Stages (1990), Guahira (1999)

Opera
- Metropolitan Opera - Peter Grimes (Britten) (2008)[42]
- New York City Opera - The Most Happy Fella (Loesser)
- Los Angeles Opera - Ascesa e caduta della città di Mahagonny (2007) (Weill)[30]
- Florida Grand Opera - Regina (Blitzstein) (2002)[43][44]
- Seattle Opera - Amelia (2010)[45]